# 佛山农村商业银行

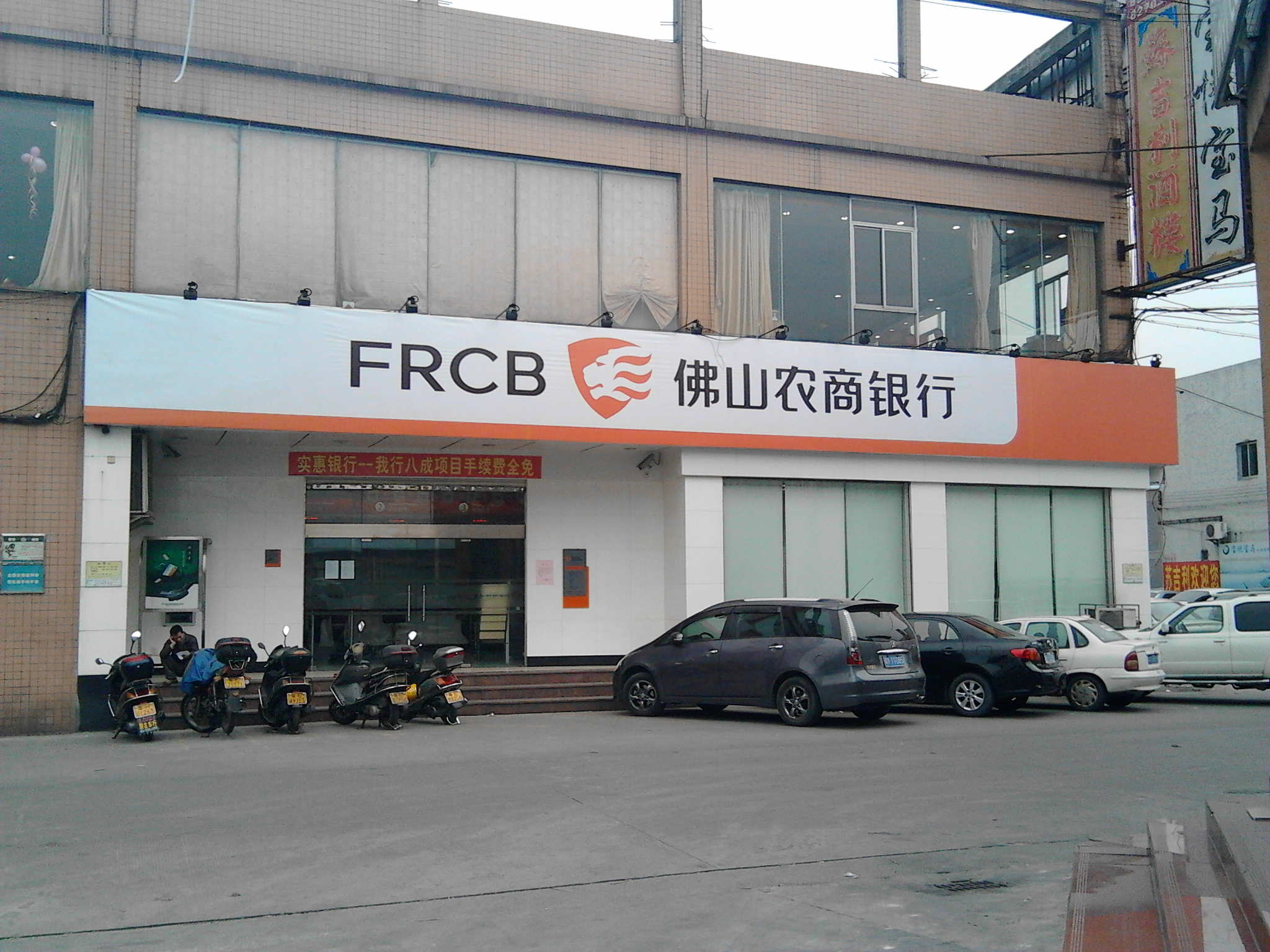
佛山农商银行网点

佛山农村商业银行股份有限公司，又简称佛山农商银行，是建立于佛山地区的一家商业银行。其原为佛山市禅城区农村信用合作联社，2012年改制成为银行。是广东省农村信用社联合社成员。

## 历史
1996年12月31日，佛山市城郊农村信用合作联社与农业银行脱钩，开始独立运营。
2003年，由于行政区更名，更名为佛山市禅城区农村信用合作联社。
2007年，改组为区一级法人联社。
2008年12月，成功兑付央行专项票据5.6亿元，以用于扩充资本。
2009年底禅城区农村信用合作联社获准启动改制组建银行，2011年7月完成增资扩股，2012年10月10日改制工作正式启动。
2012年12月5日，佛山市禅城区农村信用合作联社正式改制为佛山农村商业银行，并举行挂牌仪式。
2019年8月8日，佛山农商银行合并高明农商银行、三水农信联社。合并后的佛山农商银行服务网点达211个，服务人员超3000名，服务范围全面覆盖禅城、高明、三水15个镇街和152个行政村，服务范围覆盖1988平方公里。